# Kapitan N
Kapitan N (ang. Captain N: The Game Master, 1989–1991) – amerykańsko-japońsko-koreańsko-kanadyjski serial animowany opowiadający o przygodach Kapitana N. W Polsce pierwsze 26 odcinków serialu było emitowane z lektorem na kanale Polsat 2 od 19 lipca do 18 października 1997 r. w soboty rano i po południu (później też na kanale Polsat od 5 września 1998 r. do 18 stycznia 1999 r., początkowo w soboty rano, a po Nowym Roku od poniedziałku do czwartku o tej samej porze). Odcinek 27. pt. "When Mother Brain Rules" jest odcinkiem typu clip show, który został wyprodukowany na potrzeby oryginalnych emisji w USA (NBC i syndykacja) i nie jest przez producenta uznawany oficjalnie za część serialu, dlatego nigdy nie wyemitowano tego odcinka poza granicami USA. Trzecia seria natomiast jest uznawana za część innego programu pt. "Kapitan N i nowe przygody braci Mario" (ang. "Captain N & The New Super Mario World").

## Opis fabuły
Nastolatek z Northridge w Kalifornii – Kevin Keene wraz ze swoim psem Duke'm zostaje wciągnięty do innego wymiaru zwanego Wideolandią (ang. Videoland), który oparty jest na grach wydawanych przez Nintendo. Jego zadaniem jest uratowanie krainy Wideoland przed atakami złej Matki Mózg (ang. Mother Brain, z gry Metroid), której celem jest panowanie nad całą Wideolandią z pomocą podwładnych jej towarzyszy z innych gier, m.in. Król Hippo (ang. King Hippo, z gry Punch-Out!), Bakłażanowy Czarodziej (z gry Kid Icarus), Drakula (z gry Castlevania) i Dr. Wily (z gry Mega Man). Mieszkańcy krainy sądzili, iż Kevin to spełnienie ich magicznej przepowiedni, więc młodzieńca namaszczono jako Kapitan N – Mistrz gier (ang. Captain N – The Game Master). Do drużyny Kapitana N wchodzą: Księżniczka Lana, Simon Belmont (z gry Castlevania), Mega Man (z gry o tym samym tytule) i Kid Icarus (znany graczom jako Pit z gry Kid Icarus) oraz wielki superkomputer GameBoy (oparty na wtedy nowej konsoli przenośnej Nintendo).

## Bohaterowie

### Drużyna N
- Kevin Keene
- Duke
- Księżniczka Lana (ang. Princess Lana)
- Simon Belmont
- Kid Icarus
- Mega Man
- Game Boy

### Wrogowie
- Matka Mózg (ang. Mother Brain)
- Król Hippo (ang. King Hippo)
- Bakłażanowy Czarodziej
- Dr. Wily

### Inni
- Donkey Kong
- Drakula (ang. The Count)
- Księżniczka Zelda (ang. Princess Zelda)
- Link
- Ganon
- Dragonlord
- Wombatman
- Bayou Billy
- Dr. Wright
- Megagirl

## Spis odcinków
| N/o            | Polski tytuł | Angielski tytuł                     |
| -------------- | ------------ | ----------------------------------- |
|                |              |                                     |
| SERIA PIERWSZA |              |                                     |
|                |              |                                     |
| 01             |              | Kevin in Videoland                  |
|                |              |                                     |
| 02             |              | How's Bayou                         |
|                |              |                                     |
| 03             |              | The Most Dangerous Game Master      |
|                |              |                                     |
| 04             |              | Videolympics                        |
|                |              |                                     |
| 05             |              | Mega Trouble For Megaland           |
|                |              |                                     |
| 06             |              | Wishful Thinking                    |
|                |              |                                     |
| 07             |              | Three Men and a Dragon              |
|                |              |                                     |
| 08             |              | Mr. & Mrs. Mother Brain             |
|                |              |                                     |
| 09             |              | Nightmare on Mother Brain's Street  |
|                |              |                                     |
| 10             |              | Simon the Ape-Man                   |
|                |              |                                     |
| 11             |              | In Search of the King               |
|                |              |                                     |
| 12             |              | Metroid Sweet Metroid               |
|                |              |                                     |
| 13             |              | Happy Birthday, Megaman             |
|                |              |                                     |
| SERIA DRUGA    |              |                                     |
|                |              |                                     |
| 14             |              | Gameboy                             |
|                |              |                                     |
| 15             |              | Queen of the Apes                   |
|                |              |                                     |
| 16             |              | Quest for the Potion of Power       |
|                |              |                                     |
| 17             |              | The Trouble With Tetris             |
|                |              |                                     |
| 18             |              | The Big Game                        |
|                |              |                                     |
| 19             |              | The Lost City of Kongoland          |
|                |              |                                     |
| 20             |              | Once Upon a Time Machine            |
|                |              |                                     |
| 21             |              | The Feud of Faxanadu                |
|                |              |                                     |
| 22             |              | Having a Ball                       |
|                |              |                                     |
| 23             |              | The Trojan Dragon                   |
|                |              |                                     |
| 24             |              | I Wish I Was a Wombatman            |
|                |              |                                     |
| 25             |              | The Invasion Of The Paper Pedalers  |
|                |              |                                     |
| 26             |              | Germ Wars                           |
|                |              |                                     |
| 27             |              | When Mother Brain Rules             |
|                |              |                                     |
| SERIA TRZECIA  |              |                                     |
|                |              |                                     |
| 28             |              | Misadventures in Robin Hood Woods   |
|                |              |                                     |
| 29             |              | Pursuit of the Magic Hoop           |
|                |              |                                     |
| 30             |              | Return to Castlevania               |
|                |              |                                     |
| 31             |              | Totally Tetrisized                  |
|                |              |                                     |
| 32             |              | A Tale of Two Dogs                  |
|                |              |                                     |
| 33             |              | Battle of the Baseball Know-It-Alls |
|                |              |                                     |
| 34             |              | The Fractured Fantasy of Captain N  |
|                |              |                                     |